# Élton Constantino da Silva
Élton Constantino da Silva (n. 20 iulie 1989, Juazeiro, Bahia, Brazilia) este un fotbalist brazilian, care joacă pe post de mijlocaș la Reșița în Liga a II-a.